# Glușnik, Sliven
Glușnik (în bulgară Глушник) este un sat în comuna Sliven, regiunea Sliven,  Bulgaria. 

## Demografie
Componența etnică a satului Glușnik
     Romi (28,64%)
     Bulgari (70,31%)
     Nicio identificare (1,04%)
     Altele (0%)
La recensământul din 2011, populația satului Glușnik era de 384 locuitori. Din punct de vedere etnic, majoritatea locuitorilor (70,31%) erau bulgari, cu o minoritate de romi (28,64%). Pentru 1,04% din locuitori nu este cunoscută apartenența etnică.